# 大花竹叶蒲桃
大花竹叶蒲桃（学名：Syzygium myrsinifolium var. grandiflorum）是桃金娘科蒲桃属竹叶蒲桃的变种。分布在中国大陆的广东等地，目前尚未由人工引种栽培。